# Petrophila annulalis
Petrophila annulalis là một loài bướm đêm trong họ Crambidae.